# 카렐리야 공화국의 기

카렐리야 공화국의 국기 비율 2:3

카렐리야 공화국의 국기는 1993년 2월 13일에 제정되었다.
빨간색, 파란색, 초록색 세 가지 색의 가로 줄무늬가 그려져 있다. 빨간색은 카렐리야 공화국의 주민들을, 파란색은 호수를, 초록색은 숲을 의미한다.

## 같이 보기
- 러시아의 기 목록
- 카렐리야-핀란드 소비에트 사회주의 공화국의 국기